# 湊トンネル
湊トンネル（みなとトンネル）は、青森県八戸市にある市道トンネルである。

## 概要
湊トンネルは青森県八戸市新井田館鼻地区と新湊を結ぶ市道のトンネルである。トンネルの長さは198メートル (m)。1989年に開通したトンネルである。市道3・4・11号線の一部で幅員は18 m。
館鼻側のトンネルの入口には、港町の象徴である船舶のスクリューのモニュメントが設置されている。新湊地区出口側には八戸大橋や館鼻漁港がある。

## 参考
- 青森県道路トンネルリスト 市町村道その他
- 平成19年4月八戸都市計画図